# Аполо (Пенсилванија)
Аполо (енгл. Apollo) град је у америчкој савезној држави Пенсилванија.

## Демографија
По попису из 2010. године број становника је 1.647, што је 118 (-6,7%) становника мање него 2000. године.
| Група             | 2000.         | 2010.         |
| Белци             | 1.675 (94,9%) | 1.545 (93,8%) |
| Афроамериканци    | 58 (3,3%)     | 38 (2,3%)     |
| Азијати           | 2 (0,1%)      | 9 (0,5%)      |
| Хиспаноамериканци | 14 (0,8%)     | 14 (0,9%)     |
| Укупно            | 1.765         | 1.647         |